# Město žen (seriál)
Město žen (v anglickém originále Cougar Town) je televizní seriál ve stylu sitcomu z produkce americké stanice ABC, který měl premiéru 23. září 2009. Po neshodách se ale v roce 2013 přesunul na stanici TBS, kde byl vysílán do 31. března 2015. Dohromady vzniklo šest řad s celkem 102 díly.
Děj probíhá ve smyšleném městě Gulfhaven, ve státě Florida, kterému se také přezdívá Cougar Town. Přezdívku získal od tamějšího středoškolského fotbalového týmu Cougars. Středem pozornosti seriálu je rozvedená čtyřicátnice Jules Cobbová (Courteney Cox), která se snaží načít další kapitolu svého života tak, že se „vrátí do hry“. Tím se otvírá humorný příběh zahrnující jejího syna, exmanžela, oblíbenou partu lidí z jejího konce ulice a spoustu vína. V České republice seriál vysílá Česká televize na stanici ČT1. Seriál vytvořili Bill Lawrence a Kevin Biegel a jeho pilotní díl dosáhl v Americe sledovanosti 11,8 milionů diváků.